# Phương ngữ Chungcheong
Phương ngữ Chungcheong của Tiếng Hàn (Hangul: 충청도 방언/사투리; Hanja: 忠淸道方言) được sử dụng tại Chungcheong (Hoseo) vùng của Hàn Quốc, bao gồm thành phố Daejon.
Phương ngữ Chungcheong có thể chia thành 2 thể loại: phương ngữ Bắc Chungcheong, nó tương đồng với cách nói của vùng Gyeonggi và phương ngữ Nam Chungcheong, gần với phương ngữ Jeolla. Phương ngữ Chungcheong nổi tiếng về cách phát âm chậm rãi và thuật ngữ độc đáo. Nó thường thay thế chuẩn ~겠다 ở cuối câu thành '~것다' và sử dụng cụm từ '기여' thay thế cho chuẩn '맞다' hoặc '근디' (nhưng) thay vì '그런데'. Người Chungcheong thỉnh thoảng phát âm kết thúc '~이니까' thành '~이니께'. Tương tự như phương ngữ Jeolla, phương ngữ Chungcheong thường biến đổi các nguyên âm ㅐ thành ㅕ thay vì ㅑ, nó có thể phổ biến hơn trong nhiều phương ngữ khác. Tuy nhiên do sự chuẩn hóa Seoul ở nhiều thành phố như Daejon, phương ngữ Chungcheong rất khó nghe bên ngoài khu vực nông thôn của tỉnh.